# Fitzroy Street Group
Die Fitzroy Street Group war eine von dem britischen Maler Walter Sickert gegründete postimpressionistische Künstlergruppe.
Die Gruppe entstand nach Sickerts Rückkehr aus Paris nach London im Jahr 1907 und wollte das Konzept des französischen Salon d’Automne nachempfinden. Sickert begann zunächst mit wöchentlichen Ausstellungen in seinem Studio in der Fitzroy Street Nr. 8 und mietete einige Monate später eine Etage und Lagerräume in der Nr. 19. Dort fanden dann unter dem Motto „Mr. Sickert at home“ jeden Samstag Ausstellungen der Gruppe statt.
Gründungsmitglieder der Fitzroy Street Group waren neben Sickert William und Albert Rothenstein, Walter Westley Russell, Harold Gilman und Spencer Gore. Später kamen Charles Ginner und weitere hinzu. Die Gruppe verstand sich als Avantgarde und wollte die Arbeiten junger Künstler protegieren, obwohl etliche Mitglieder auch dem New English Art Club angehörten und zum Establishment gezählt werden konnten. 1911 rief Sickert die exklusivere Camden Town Group als Nachfolgerin der Fitzroy Street Group ins Leben.